# تنام منقط
تنام منقط (الاسم العلمي: Nothura maculosa) هو نوع من الطيور يتبع جنس التنام متشابه من فصيلة التنامية.